# Vä distrikt
Vä distrikt är ett distrikt i Kristianstads kommun och Skåne län. 
Distriktet ligger söder om Kristianstad. 

## Tidigare administrativ tillhörighet
Distriktet inrättades 2016 och utgörs av en del av området Kristianstads stad omfattade till 1971, delen som före 1967 utgjorde Vä socken.
Området motsvarar den omfattning Vä församling hade vid årsskiftet 1999/2000.